# María Cecilia Rodríguez
María Cecilia Rodríguez (sinh ngày 12 tháng 9 năm 1967) là một nhà hoạch định chính sách công của Argentina. Bà được bổ nhiệm làm Bộ trưởng Bộ An ninh Argentina vào ngày 4 tháng 12 năm 2013.

## Tiểu sử
Rodríguez được sinh ra ở Buenos Aires. Bà theo học tại Đại học del Salvador, một trường đại học Dòng Tên ở Buenos Aires, năm 1985 và tốt nghiệp ngành Khoa học Chính trị năm 1990. Bà tham gia các hoạt động dịch vụ công cộng vào năm 1991 với tư cách là nhà nghiên cứu lịch sử bầu cử tại Lưu trữ Tổng hợp Quốc gia, sau đó làm trợ lý trong Bộ Giáo dục (1992) và Nội vụ (1993). Bà dạy môn lịch sử, kinh tế và xã hội học tại trường dự bị đại học IAES (1991-92); và môn chính sách xã hội tại Trường Sĩ quan hiến binh quốc gia Argentina (1994 Hóa95) và Đại học Công giáo Salta từ năm 2000 đến 2002.
Rodríguez gia nhập tổ chức hỗ trợ nhân đạo Mũ bảo hiểm trắng của Argentina với tư cách là một quan chức lập kế hoạch dự án vào năm 1994. Bà đã đóng góp trong khả năng của mình cho các nhiệm vụ Mũ bảo hiểm trắng ở Dải Gaza (thể thao trẻ); Honduras và Nicaragua (quản lý khủng hoảng sức khỏe sau hậu quả của cơn bão Mitch); Bolivia (giảm thiểu bệnh Chagas); Paraguay (nông nghiệp gia đình); và chính Argentina (cứu trợ lũ lụt). Rodríguez đảm nhận vị trí này cho đến năm 1999, và đã trở thành thành viên của Tổ chức Đánh giá và Điều phối Thảm họa của Liên Hợp Quốc (UNDAC) vào tháng 4 năm đó. Các dự án nhân đạo sau này của bà bao gồm phát triển thể thao cho Phái bộ Liên Hợp Quốc ở Kosovo (2002), cũng như lập kế hoạch cứu trợ thảm họa cho Văn phòng Điều phối các vấn đề nhân đạo của Liên hợp quốc ở El Salvador (2001) và Panama (2005).
Bà trở lại Bộ Phát triển Xã hội năm 2006 với tư cách là chuyên gia trong các trường hợp khẩn cấp, đạt vị trí Điều phối viên Kỹ thuật Hỗ trợ Xã hội Trực tiếp cho Ban Thư ký Lãnh thổ vào tháng 2 năm 2009; bà đã được thăng chức vào tháng 3 năm 2010 với chức vụ Giám đốc Chăm sóc Quan trọng Quốc gia tại cùng một tổ chức bảo lãnh. Rodríguez vẫn ở vị trí đó cho đến tháng 3 năm 2012, khi bà được bổ nhiệm làm Bộ trưởng An ninh Công dân cho Ban Thư ký An ninh bởi Bộ trưởng An ninh mới được bổ nhiệm là ông Sergio Berni. Bà được bổ nhiệm làm Bộ trưởng Điều phối Hỗ trợ Khẩn cấp Quân sự vào tháng 5 năm 2013, và vào tháng 12 năm đó đã được Tổng thống Cristina Fernández de Kirchner đề cử làm Bộ trưởng Bộ An ninh.
Với tư cách là Bộ trưởng An ninh, Rodríguez đã tập trung lại chính sách chống ma túy của quốc gia bằng cách ưu tiên giảm thiểu buôn bán ma túy bất hợp pháp trong việc đàn áp sở hữu như đã xảy ra ở Argentina trong nhiều thập kỷ. Bà tuyên bố trong quá trình đề cử của mình rằng " cuộc chiến chống ma túy đã thất bại ở cấp độ toàn cầu"  và vào tháng 7 năm 2014 đã khẳng định rằng việc hợp pháp hóa sử dụng ma túy ở Argentina sẽ được tranh luận trong tương lai gần.